# Comuna Cungrea, Olt
Cungrea este o comună în județul Olt, Muntenia, România, formată din satele Cepești, Cungrea (reședința), Ibănești, Miești, Oteștii de Jos, Oteștii de Sus și Spătaru.

## Stemă
Descrierea stemei:

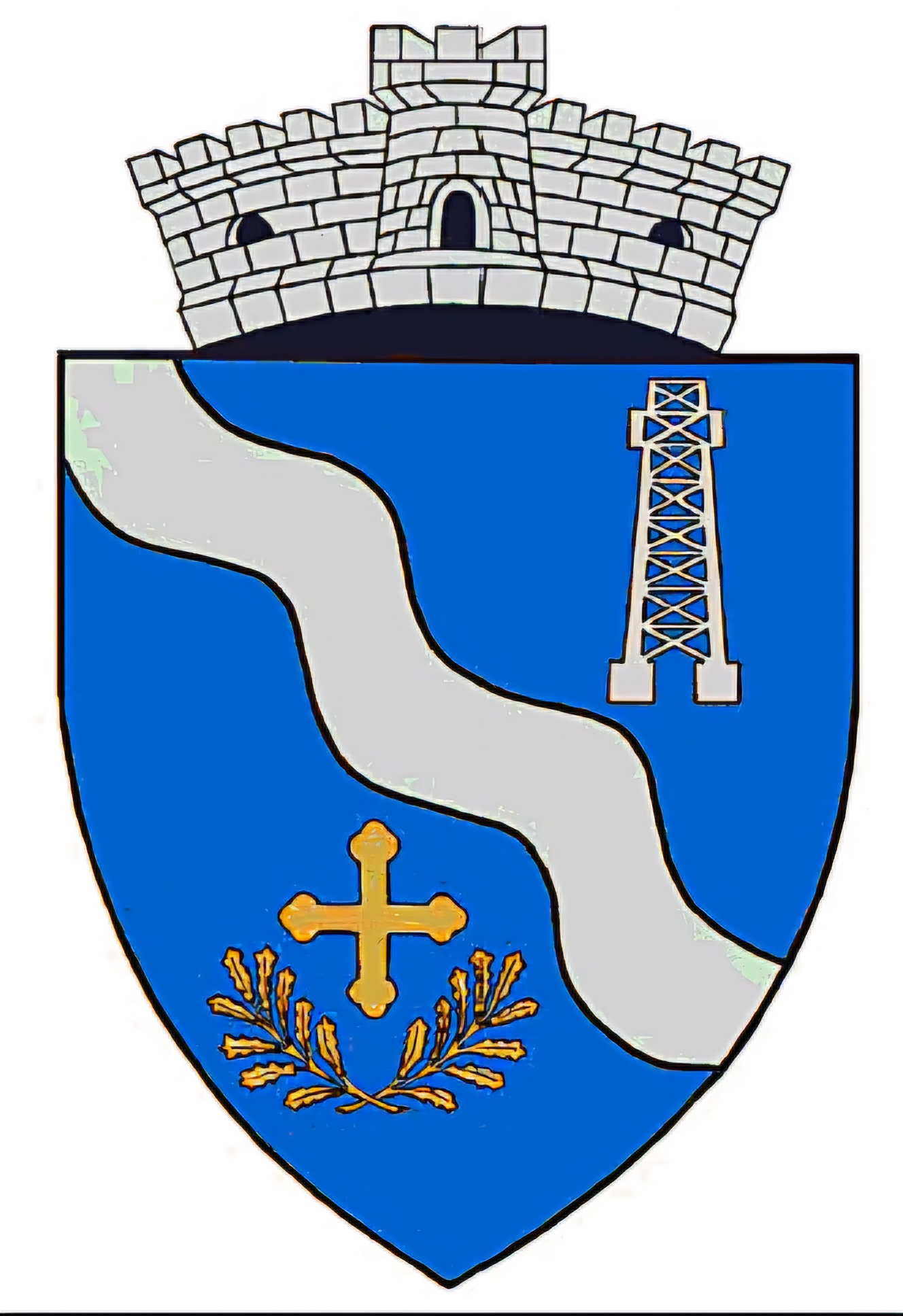
Stema Comunei Cungrea

Stema comunei Cungrea, potrivit anexei nr. 1.2, se compune dintr-un scut triunghiular cu marginile rotunjite, având câmpul albastru, tăiat în diagonală de o fascie undată, de argint.În partea superioară, în stânga, se află o sondă de argint, iar în vârful scutului, în dreapta, se află două ramuri de stejar, de aur, așezate în săritoare, deasupra cărora stă o cruce treflată, de aur.Scutul este trimbrat de o coroană murală de argint cu un turn crenelat.
Semnificația elementelor însumate:
Fascia undată face trimitere la râul Cungrea, care traversează localitatea.
Sonda semnifică ocupația de bază a locuitorilor, respectiv extracția și transportul țițeiului.
Ramurile de stejar amintesc de pădurile din zonă, iar crucea simbolizează biserica din lemn din satul Ibănești, construită în anul 1785 și care reprezintă obiectivul turistic din zonă.
Coroana murală cu un turn crenelat semnifică faptul că localitatea are rangul de comună.

## Demografie
Componența etnică a comunei Cungrea
     Români (95,82%)
     Alte etnii (0%)
     Necunoscută (4,18%)
Componența confesională a comunei Cungrea
     Ortodocși (95,6%)
     Alte religii (0,11%)
     Necunoscută (4,29%)
Conform recensământului efectuat în 2021, populația comunei Cungrea se ridică la 1.771 de locuitori, în scădere față de recensământul anterior din 2011, când fuseseră înregistrați 2.178 de locuitori. Majoritatea locuitorilor sunt români (95,82%), iar pentru 4,18% nu se cunoaște apartenența etnică. Din punct de vedere confesional, majoritatea locuitorilor sunt ortodocși (95,6%), iar pentru 4,29% nu se cunoaște apartenența confesională.

## Politică și administrație
Comuna Cungrea este administrată de un primar și un consiliu local compus din 11 consilieri. Primarul, Cosmin Marian Vlad[*], de la Partidul Social Democrat, este în funcție din octombrie 2020. Începând cu alegerile locale din 2024, consiliul local are următoarea componență pe partide politice:
|  | Partid                          | Consilieri | Componența Consiliului | Componența Consiliului | Componența Consiliului | Componența Consiliului | Componența Consiliului | Componența Consiliului | Componența Consiliului |
|  | ------------------------------- | ---------- | ---------------------- | ---------------------- | ---------------------- | ---------------------- | ---------------------- | ---------------------- | ---------------------- |
|  | Partidul Social Democrat        | 7          |                        |                        |                        |                        |                        |                        |                        |
|  | Partidul Național Liberal       | 2          |                        |                        |                        |                        |                        |                        |                        |
|  | Alianța pentru Unirea Românilor | 1          |                        |                        |                        |                        |                        |                        |                        |
|  | Forța Dreptei                   | 1          |                        |                        |                        |                        |                        |                        |                        |